# Maackiana circularis
Maackiana circularis är en tvåvingeart som först beskrevs av Akira Nagatomi 1975.  Maackiana circularis ingår i släktet Maackiana och familjen vapenflugor. Inga underarter finns listade i Catalogue of Life.